# Yevgeni Konyukhov
Yevgeni Anatolyevich Konyukhov (tiếng Nga: Евгений Анатольевич Конюхов; sinh ngày 21 tháng 11 năm 1986) là một cầu thủ bóng đá người Nga. Anh thi đấu cho F.K. Krylia Sovetov Samara.